# Ulica Kobielska w Warszawie
Ulica Kobielska – ulica w warszawskiej dzielnicy Pragi-Południe.

## Przebieg
Ulica jest przedłużeniem ulicy Osowskiej w kierunku zachodnim; rozpoczyna się od skrzyżowania z Garwolińską, następnie napotyka na swoim ciągu ul. Wiatraczną, po czym krzyżuje się z ul. Apteczną, Ludwika Mycielskiego, Kaleńską i Ludwika Kickiego. Dalej krzyżuje się jeszcze z ulicami: Rębkowską, Siennicką i przecina jedną z ważniejszych grochowskich ulic, Podskarbińską. Po przejściu przez Podskarbińską, ulica zakreśla północną granicę Parku Obwodu Praga AK i kończy swój bieg wpadając w ul. Weterynaryjną tuż przy szkole specjalnej.

## Historia
W drugiej połowie lat 20. XX wieku przy zbiegu ul. Podskarbińskiej (nr 6-8) i Kobielskiej (nr 82-89) z inicjatywy władz miasta powstały dwa domy komunalne składające się z jednopokojowych mieszkań. Przeznaczone były na lokale dla bezdomnych. Administracja osiedla znajdowała się w narożnym budynku przy skrzyżowaniu ulicy Podskarbińskiej z Kobielską, którego szczyt wieńczyła ozdobna waza.
Naprzeciw tych budynków, przy ul. Podskarbińskiej 7-9 i Kobielskiej 96-100 zbudowano w 1938 r. wg projektu Mirosława Szabuniewicza i Natalii Hiszpańskiej dziesięć czteropiętrowych budynków Towarzystwa Osiedli Robotniczych. Przeznaczone miały być dla robotników, których dochody nie przekraczały 250 zł. Powierzchnia lokali wynosi 30 i 37 m². Do pomieszczeń składających się głównie z pokoju z kuchnią doprowadzono wodę i gaz. Pomiędzy budynkami znajdują się łączniki wsparte na żelbetowych słupach. Przeznaczone one były na pralnie i suszarnie, później zostały zagospodarowane na lokale mieszkalne. Osiedle otaczał ogród.

## Ważniejsze obiekty
- ul. Kobielska 5 – Przedszkole Specjalne nr 249 (do 31 sierpnia 2012 znajdowało się tam też Gimnazjum nr 24 im. Aleksandra Kamińskiego);
- ul. Kobielska 10 – kościół Nawrócenia św. Pawła Apostoła;
- ul. Kobielska 15 – oddział Przedszkola nr 89 Niezapominajka (do 31 sierpnia 2012 znajdowało się tam Przedszkole nr 398 Wiatraczek[2]);
- ul. Kobielska 23 – Galeria Grochów;
- ul. Kobielska 55 a – Przedszkole nr 89 "Niezapominajka";
- ul. Kobielska 70 – budynek powstały w latach 1901–1925. Obiekt wpisany do rejestru zabytków.
- ul. Kobielska 77/81 – Przedszkole nr 143;
- ul. Kobielska 88/92, ul. Podskarbińska 6 – budynek powstały w latach 1925–1932, miał to być zespół budynków z mieszkaniami dla bezdomnych. Obiekt wpisany do rejestru zabytków.
- Park Obwodu Praga AK;
- Park Polińskiego.

Przy skrzyżowaniu ulicy Kobielskiej z Rębkowską (ul. Rębkowska 1) znajduje się budynek, w którym mieszkał Edward Stachura i 24 lipca 1979 r. popełnił w nim samobójstwo. W pobliżu skrzyżowania Kobielskiej z Kaleńską znajduje się najstarszy dom na Grochowie (ul. Kaleńska 12).